# Exposition Volpini

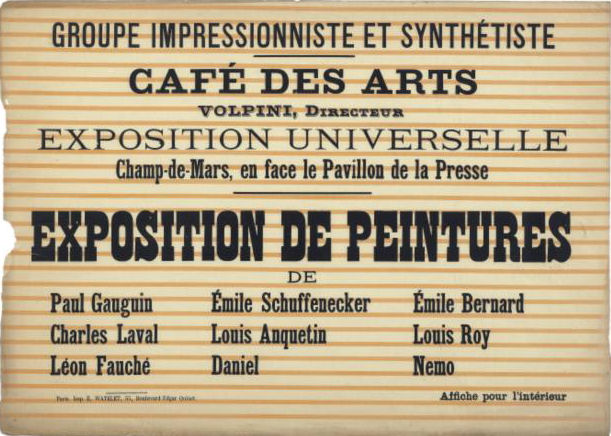
Affiche de l'exposition Volpini du Groupe impressionniste et synthétiste, au Café des Arts, en juin 1889, organisée par Paul Gauguin, à l'occasion de l'Exposition universelle de Paris de 1889.

L'exposition Volpini dite aussi Exposition des peintres du groupe impressionniste et synthétiste est une exposition d'œuvres de peintres impressionnistes et synthétistes organisée par Paul Gauguin et son entourage qui s'est tenue au Café des Arts à Paris, pendant l'été 1889.

## LeCafé des Arts
L'exposition Volpini s'est tenue sur les cimaises du Café des Arts, géré par un certain M. Volpini, et qui était établi à l'extérieur de l'enceinte de l'exposition universelle de Paris de 1889, à proximité immédiate des accès.

## L'exposition Volpini
La plupart de ces peintres ont été exclus des galeries de l'Exposition universelle : Gauguin et quelques-uns de ses amis utilisèrent les cimaises du Café des Arts dont le propriétaire ne trouvait aucun artiste qui acceptât d'exposer dans son établissement.
Bien que Gauguin et ses compagnons aient édité une affiche et un catalogue imprimé illustré, cette exposition de peintures impressionnistes organisée par le Groupe synthétiste (« Peintures du Groupe impressionniste et synthétiste ») est resté quasi méconnue et s'est finalement avérée être une catastrophe : « Rien vendu », a été le résumé amer pour les participants.
Cette exposition est restée dans l'histoire sous le nom d'« exposition Volpini ».

## Artistes participants

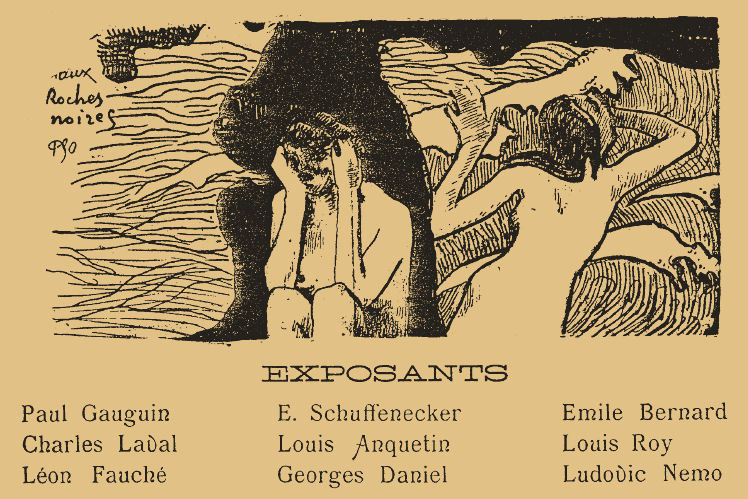
Paul Gauguin, Roches Noires, 1889, frontispice du Catalogue de l'exposition de peintures du Groupe impressionniste et synthétiste.

- Paul Gauguin : 17 œuvres, dont 11 zincographies, dites Suite Volpini (le musée de Pont-Aven possède neuf d'entre elles)[2] ; rééditée par Ambroise Vollard en 1894.
- Charles Laval : 10 œuvres
- Léon Fauché : 5 œuvres
- Émile Schuffenecker : 20 œuvres
- Louis Anquetin : 7 œuvres
- George-Daniel de Monfreid : 3 œuvres (sous le nom de Georges-Daniel)
- Émile Bernard : 25 œuvres (dont deux sous le pseudonyme de Ludovic Nemo)
- Louis Roy : 7 œuvres